# Hamka
Hadji Abdul Malik Karim Amrullah, zkratkou Hamka (17. února 1908 – 24. července 1981 Jakarta) byl indonéský muslimský učenec a spisovatel. Psal díla náboženská i čistě literární. Na rozdíl od jiných zakladatelů moderní indonéské literatury nebyl prakticky pod vlivem nizozemské literatury, neuměl ani nizozemsky a nedostal evropské vzdělání. Jeho umělecké schopnosti a vkus se rozvíjely hlavně pod vlivem moderní arabské literatury. Silně ho ovlivnila pouť do Mekky, po níž nějaký čas v arabských zemích i žil. Tento vliv je jasně patrný například v jeho prvním románu Dibawah Lindungan Ka’bah, což je sentimentální příběh o mladém muži, který je zkroušen láskou a útočiště nalezne ve víře a ve svatyni v Mekce. Jeho literární úsilí kulminovalo v letech 1935–1940, kdy v krátké době napsal pět románů a sbírku povídek Didalam Lembah Kehidupan. Později už se věnoval výhradně náboženským a historickým textům, mezi nimiž vyniká třicetisvazkový komentář ke Koránu nazvaný Tafsir Al-Azhar. Jeho pojetí islámu indonéskou společnost silně ovlivnilo. Z evropského pohledu by se dalo označit za liberální: učil, že moderní věda, humanismus, sociální spravedlnost a demokracie jsou plně v souladu s islámem.